# 2400 Derevskaya
2400 Derevskaya (1972 KJ) là một tiểu hành tinh vành đai chính được phát hiện ngày 17 tháng 5 năm 1972 bởi Smirnova, T. ở Nauchnyj.